# Paulo Fontenelle
Paulo Fontenelle é um produtor, diretor e roteirista brasileiro. Paulo estreou na direção de um longa-metragem com o filme Evandro Teixeira - Instantâneos da Realidade, lançado em 2003. Esteve envolvido nos bastidores dos filmes Oswaldo Cruz, Casa-Grande e Senzala e Como Ser Solteiro.

## Filmografia
- 2003 - Evandro Teixeira - Instantâneos da Realidade
- 2004 - Sobreviventes - Filhos da Guerra de Canudos
- 2009 - Intruso[3]
- 2013 - Se Puder... Dirija![4]